# Гулямова Олена Олександрівна
Гулямова Олена Олександрівна - (нар. 14.07.1984 року у м. Бердичів, Житомирської області) українська баскетболістка, призерка всеукраїнських та європейських чемпіонатів з жіночого баскетболу, Кращий форвард Балтійської ліги - 2008, Володарка Кубка України - 2022, гравець БК "Будівельник" (до 2022 року).

## Біографія і освіта
З 1991 по 1995 р - навчання у Чуднівській загальноосвітній школі 1-3 ступенів. Із 1995 року почала навчання у школі № 4 м. Бердичів. Паралельно (1995-1997 рр.) займалася баскетболом у ДЮСШ м.Бердичів.
Перший тренер Олени Гулямової - Пушкарьов Валерій Михайлович.
З 1997 року Гулямова здобувала освіту у  Київському спортивному ліцеї-інтернаті на відділенні баскетбол (тренер Кочергіна Євгенія Григорівна). А протягом 2001-2005 рр - навчалася у Національному університеті фізичного виховання і спорту України. Отримала диплом тренера.
Олена Гулямова є призеркою всеукраїнських та європейських чемпіонатів з жіночого баскетболу, має титул Найкращого форварда Балтійської ліги - 2008, є володаркою Кубка України - 2022 у складі БК «Будівельник». 

## Спортивна кар'єра
1998 р. - Чемпіонат Європи серед юніорів, дівчата 14 років, м. Любляна Словенія. 1 місце( MVP) турніру;
2000-2001 рр. - у складі команди чемпіонка 1 ліги сезону;
2002 р. - Чемпіонат Європи, 3 місце;
2003 р. - Європейська Універсіада, 2 місце;
2004 р. - чемпіонат Європи, Франція, 5 місце;

## Спортивні професійні досягнення
Олена Гулямова у складі "ТIM - SkUF" стала п'ятиразовою Чемпіонкою України.
- 2006 р. - найкращий нападник Чемпіонату України;
- 2006 р. - найкращий нападник ЧУ серед жіночих команд Вищої Ліги;
- 2007 р. - найкращий гравець серед жіночих команд, Вища Ліга;
- 2008 р. - MVP чемпіонату України;
- 2017 р. - MVP чемпіонату України;

Срібний призер Чемпіонату України ТІМ СКУФ - 2003, 2004 роки;
- 2005 р. - бронзовий призер Чемпіонату України ТІМ СКУФ;
- 2013 р. - срібний призер Чемпіонату Німеччини (2 дивізіон), Берлін;
- 2010 р. - Чемпіонка України у складі команди «Дніпро»;
- 2022  рік - володарка Кубка України[3] з жіночого баскетболу у складі «Будівельника».

## Балтійська ліга
Балтійська ліга: 2005 рік - 3 місце; 2006 рік - 2 місце; 2008 рік - 3 місце (Кращий гравець жіночої балтійської ліги, ALL STAR 5); Найкращий форвард Балтійської ліги - 2008.

## Підприємницька діяльність
Олена Гулямова - співзасновниця кількох компаній  у сфері харчового виробництва, зокрема,  виробництва хлібобулочних та кондитерських виробів, а також у сфері лізингу і торгівлі.
Окрім підприємництва, займається підтримкою дитячого спорту.